# Албия Домника
Албия Домника (на латински: Albia Domnica; Dominica; * 337 г.; † 378 г.) е римска Августа, съпруга на римския император Валент (364 – 378).

## Биография
Домника е дъщеря на patricius Петроний, преди 364 г. praepositus на Martenses seniores, войскова част на източната армия.
Тя се омъжва за Валент (около 354 г.) и ражда две дъщери Анастасия и Кароза и един син Валентиниан Галат (366 – 373).
Доминика има заедно с патриарх Евдоксий Антиохийски голямо влияние върху арианската политика на императора. Тя поема регентството на изток на 9 август 378 г. след битката при Адрианопел. Успява да спре напредъкът на готите към Константинопол.